# Fritz Danke
Fritz Danke (* 6. Juli 1909 in Dresden; † Dezember 1979) war ein deutscher SED-Funktionär und Gewerkschaftsfunktionär. Er war Landesvorsitzender der IG Metall in Sachsen sowie Bezirksvorsitzender des FDGB in Chemnitz bzw. Karl-Marx-Stadt.

## Leben
Danke, Sohn eines Dekorationsmalers, absolvierte nach der Volksschule eine Lehre zum Maschinenbauschlosser. Er arbeitete im Beruf, später auch als Heizer und Trimmer unter anderem bei der Schifffahrtsgesellschaft HAPAG. Vor 1933 gehörte er der SAP an. Seinen Kriegsdienst leistete Danke von 1940 bis 1945 bei der Kriegsmarine. 1945 war er kurzzeitig in Italien in amerikanischer Kriegsgefangenschaft.
Nach seiner Rückkehr nach Deutschland war er zunächst wieder Maschinenbauer. 1945 wurde er Mitglied der SPD und 1946 Mitglied des FDGB und mit der Zwangsvereinigung von SPD und KPD Mitglied der SED.
Ab 1946 war er Sekretär des Ortsvorstandes Dresden der IG Metall und Mitglied des Landesvorstandes Sachsen der IG Metall, dann 1947/48 dessen Erster Vorsitzende der IG Metall im Land Sachsen. Von 1948 bis 1952 gehörte er dem Landesvorstand des FDGB Sachsen an und war 1948 bis Juli 1950 Zweiter Vorsitzender des FDGB-Landesvorstandes Sachsen. Von 1950 bis 1952 war er erneut Erster Vorsitzender des Landesvorstandes der IG Metall Sachsen. Von 1952 bis 1964 war er Vorsitzender des FDGB-Bezirksvorstandes im Bezirk Chemnitz bzw. Karl-Marx-Stadt. Ab 1955 war er Kandidat, von 1959 bis 1968 Mitglied des FDGB-Bundesvorstandes.
Im Juni 1951 wurde er Mitglied des SED-Landesvorstandes Sachsen und gehörte ihm bis zur Bildung der Bezirke im August 1952 an. Anschließend war er von 1952 bis 1963 Mitglied der SED-Bezirksleitung Chemnitz bzw. Karl-Marx-Stadt. Später leitete er die Arbeitsgruppe Prognose beim FDGB-Bezirksvorstand im Bezirk Dresden.
Von 1950 bis 1952 gehörte Danke für den FDGB dem Sächsischen Landtag an, später war er Abgeordneter des Bezirkstages von Karl-Marx-Stadt.
Von 1951 bis 1954 absolvierte er jeweils ein Fernstudium an der Parteihochschule „Karl Marx“, von 1957 bis 1960 ein Fernstudium an der Hochschule für Ökonomie in Berlin-Karlshorst, das er als Diplom-Ökonom abschloss.

## Auszeichnungen
- Vaterländischer Verdienstorden in Bronze (1959)
- Fritz-Heckert-Medaille